# Liga de fútbol de las Islas Malvinas
La Liga de fútbol de las Islas Malvinas, llamada oficialmente Falkland Islands Football League y por motivos de patrocinio "Stanley Services Football League", es la principal categoría de fútbol de las Islas Malvinas. Comenzó a disputarse en 1916 y es organizada por la asociación de igual nombre (Falkland Islands Football League - FIFL) desde 1947.
Todos los partidos se disputan en el Estadio Stanley, principal recinto de la isla y sede de la selección de fútbol de Islas Malvinas, con capacidad para 5.000 espectadores.
El equipo más ganador de la liga es el Stanley FC.

## Historia

### Sus inicios
Los primeros encuentros de fútbol en las islas datan desde finales del siglo XIX. La FIFL realizó su primer juego de la historia en las islas en 1892, cuando un equipo de la Fuerza de Defensa del Reino Unido tomó a los militantes voluntarios nacionales. A lo largo de este tiempo, antes de la Primera Guerra Mundial, el deporte se jugó con frecuencia entre los kelper (residentes de las Islas Malvinas).
El primer equipo de fútbol que se organizó, llevó el nombre de Stanley Football Club, tomando el nombre de la única ciudad formada en las islas (Puerto Stanley), y contando con el apoyo de la empresa Stanley Services, quien además suele patrocinar el torneo. El club se formó bajo el poder de Jack McNicholl, y si bien no hay fecha oficial de cuándo el club comenzó a jugar, fuentes del club informan de que han estado en existencia desde 1916.
Durante los años 1920 y 1930, los partidos de fútbol más competitivos en las Islas Malvinas eran de militantes apostados allí más de 18 años. Durante la segunda mitad de la década de 1930, muchos jóvenes isleños trataron de organizar una liga aficionada como recreación, aunque las ideas no prosperaron. Sin embargo, los esfuerzos generaron dos equipos juveniles a formarse en la década de 1950, que fueron nombrados como Jubileo del Club y FI Voluntarios de la Juventud, y que jugaban entre sí.

### Premiership isleña
Se formó una alianza con 7 equipos, pero el lado local fue superado en cierta medida por el nivel profesional de los equipos de cerca de Garrison. Muchos de los jugadores que fueron más tarde para servir al lado de Stanley durante muchos años ganaron su bautismo contra los soldados que también tenían sus propias competiciones entre los distintos servicios. Uno de los Yorks West que jugaron regularmente en contra de los muchachos locales era un joven suboficial llamado Don Clarke, que después de la guerra regresó a las Islas y, además de convertirse en Presidente del presente club, también capitaneó el equipo.
Después de que el West Yorkshire Regiment fuese retirado y reemplazado por los destacamentos Service Corps y Royal Scots, se formó una nueva liga con 6 equipos - 1 y 11, del Cuerpo de 1 y 11, la Armada y la Fuerza de Defensa de las Islas Malvinas. El FIDF terminó en la 'finalista' en esta Liga.
Después de la Segunda Guerra Mundial, el nombre de Stanley FC fue restablecido, y se convirtió además en el apodo de la selección nacional.

## Sistema de disputa
La escasa cantidad de equipos participantes en las islas, generan que la liga de fútbol de las Islas Malvinas se integre por una única divisional, sin ascensos ni descensos. Los encuentros suelen disputarse en el Estadio Stanley, principal recinto de las islas. A su vez, el equipo ganador no obtiene clasificación alguna a ningún torneo internacional de clubes, al no estar afiliado a ninguna confederación asociada a la FIFA.
Su gran lejanía con Europa le impide logísticamente disputar cualquier tipo de competición dentro de la UEFA, a pesar de ser un territorio británico de ultramar. La situación del archipiélago es examinada anualmente por el Comité de Descolonización desde 1965, y tiene jurídicamente enfrentados al Reino Unido (quien las administra) y Argentina (quien reclama su devolución), por lo que a raíz de los movimientos políticos de este último, las islas tienen vedada su participación con cualquier país de la Conmebol. Los enfrentamientos entre las islas y los países sudamericanos son escasos, el único enfrentamiento entre las Islas Malvinas y Argentina fue por fuera del fútbol, en la Copa Latinoamericana de hockey sobre hielo de 2019, certamen que Argentina amenazó con boicotear y, tras numerosos reclamos, el representativo del archipiélago debió competir sin denominarse como Islas Malvinas o Islas Falkland (participando como "Stanley"), sin tocar el himno británico o llevar algún símbolo británico en sus uniformes. Si pudo inscribirse el "Falkland Islands Bádminton team" con su nombre y bandera para la edición 2020 del Bádminton PanAm, Campeonato Panamericano en Salvador (Brasil) en el que participará con el apoyo de la Federación Mundial de Bádminton (BWF), aunque no estuvo exento de reclamos.
Para incrementar la actividad futbolística de las islas, también se organiza la copa de la liga, denominada por motivos de patrocinio "Stanley Services Football League Cup". Participan de ella todos los equipos que disputaron el campeonato de la liga, y se realiza luego de haber finalizado la temporada.

## Equipos participantes
Equipos participantes en la temporada 2016/17 (algunos no compitieron oficialmente).
- C&R Construction FC
- Falkland Rangers
- Malvina House Hotel FC
- Jim Balfour's Barmy Army
- Falkland Island Holidays FC
- Fire FC
- Clos de Pirque
- House Bashers
- Teenage Mutant Ninja Turtles
- Great Island Falcons
- Port Stanley
- The Deli

### Equipos que formaron parte de la liga
- Corps 1 FC
- Corps 11 FC
- Falkland Islands Defense Force FC (FIDF)
- Falkland Islands Volunteers FC (FI Volunteers)
- HMS Manchester FC
- Scotts 1 FC
- Scotts 11 FC
- Stanley FC
- Tri Services FC
- SeaLed PR
- Kelper Store Celtics
- Chandelry FC
- Sulivan Blue Sox
- HMS Montrose
- Suppliers
- Tri Service Allstars

## Campeones
Listado de campeones de la liga según, RSSSF.
| Temporada                        | Campeón                                     |
| -------------------------------- | ------------------------------------------- |
| 1916                             | Stanley FC (1)                              |
| 1917                             | Stanley FC (2)                              |
| 1918                             | Stanley FC (3)                              |
| 1919                             | Stanley FC (4)                              |
| 1920                             | Stanley AC (5)                              |
| 1921                             | Stanley AC (6)                              |
| 1922                             | FI Volunteers (1)                           |
| 1923                             | Stanley AC (7)                              |
| 1924                             | FI Volunteers (2)                           |
| 1925                             | Stanley AC (8)                              |
| 1926                             | Stanley AC (9)                              |
| 1927                             | Stanley AC (10)                             |
| 1928                             | Stanley AC (11)                             |
| 1929                             | Stanley AC (12)                             |
| 1930                             | FI Volunteers (3)                           |
| 1931                             | Stanley AC (13)                             |
| 1932                             | FI Volunteers (4)                           |
| 1933                             | Stanley Service Corps I FC (1)              |
| 1934                             | FI Volunteers (5)                           |
| 1935                             | Jubilee Club (1)                            |
| 1936                             | FI Volunteers (6)                           |
| 1937                             | FI Volunteers (7)                           |
| 1938                             | FI Volunteers (8)                           |
| 1939                             | Defense Force (1)                           |
| 1940                             | FI Volunteers (9)                           |
| 1941                             | Defense Force (2)                           |
| 1942                             | Defense Force (3)                           |
| 1943                             | Stanley Service Corps I FC (2)              |
| 1944                             | Defense Force (4)                           |
| 1945                             | Defense Force (5)                           |
| 1946                             | Hotspurs (1)                                |
| Falkland Islands Football League |                                             |
| 1947                             | Stanley Redsox (1)                          |
| 1948                             | Stanley Redsox (2)                          |
| 1949                             | Stanley Redsox (3)                          |
| 1950                             | Stanley Redsox (4)                          |
| 1951                             | Stanley United (1)                          |
| 1952                             | Hotspurs (2)                                |
| 1953                             | Hotspurs (3)                                |
| 1954                             | Hotspurs (4)                                |
| 1955                             | Stanley Dynamos (1)                         |
| 1956                             | Stanley Redsox (5)                          |
| 1957                             | Stanley Redsox (6)                          |
| 1958                             | Hotspurs (5)                                |
| 1959                             | Hotspurs (6)                                |
| 1960                             | Stanley Redsox (7)                          |
| 1968                             | Stanley Dynamos (2)                         |
| 1969                             | Defense Force (6)                           |
| 1969/70                          | Hotspurs (7)                                |
| 1970/71                          | Kelper Celtics (1)                          |
| 1971/72                          | Hotspurs (8)                                |
| 1972/73                          | Stanley AC (14)                             |
| 1974/75                          | Stanley AC (15)                             |
| 1975/76                          | Penguin News (1)                            |
| 1976/77                          | Stanley AC (16)                             |
| 1977/78                          | Stanley AC (17)                             |
| 1978/79                          | Defense Force (7)                           |
| 1979/80                          | Defense Force (8)                           |
| 1980/81                          | Hotspurs (9)                                |
| 1982-1984                        | Sin actividad por la Guerra de las Malvinas |
| 1998/99                          | Kelper Celtics                              |
| 1999/00                          | Hard Disc Rangers                           |
| 2000/01                          | Kelper Celtics                              |
| 2001/02                          | Kelper Celtics                              |
| 2002/03                          | Kelper Celtics                              |
| 2003/04                          | Penguin News                                |
| 2004/05                          | Kelper Celtics                              |
| 2005/06                          | Penguin News                                |
| 2006/07                          | Globe Tavern Wanderers                      |
| 2007/08                          | Kelper Celtics                              |
| 2008/09                          | Kelper Celtics                              |
| 2009/10                          | Sullivan Blue Sox                           |
| 2010/11                          | Sullivan Blue Sox                           |
| 2011/12                          | Chandlery FC                                |
| 2012/13                          | Chandlery FC                                |
| 2013/14                          | Chandlery FC                                |
| 2014/15                          | Chandlery FC                                |
| 2015/16                          |                                             |
| 2016/17                          |                                             |
| 2017/18                          |                                             |
| 2018/19                          |                                             |
| 2019/20                          |                                             |